# Медаль «За відвагу» (Ізраїль)
Медаль «За відвагу» (івр. עיטור העוז) — друга за значимістю військова нагорода Ізраїлю.
Заснована Кнесетом в 1970 році, в рамках закону «Про військові нагороди»; згідно із законом можливі ретроактивні нагородження за дії до 4 червня 1967 року включно.
Станом на 2008 рік здійснено 220 нагороджень медаллю, доє осіб нагороджені двічі.
Нагородження медаллю проводиться Начальником Генерального штабу.

## Дизайн
Дизайн медалі розроблений лауреатом Премії Ізраїлю художником Даном Райзінгером (івр. דן ריזינגר). Медаль виконана у вигляді шести перехрещених мечів, у центрі розміщена гілка оливи, а контур медалі символізує Менору. Медаль кріпиться до стрічки червоного кольору, що символізує кров та вогонь бою.
Для носіння на повсякденній формі введено планку кольору стрічки медалі. У разі повторного нагородження замість другої медалі на планці або на стрічці має носитися знак — мініатюрна копія медалі. Проте єдиний, кого було нагороджено двічі за життя, генерал-лейтенант Амнон Ліпкін-Шахак, носив дві планки.
Медаль виготовляється Державною компанією монет та медалей із срібла 935 проби, а застібка — з хромованого металу. Маса медалі 25 г.